# Made Katib
Datuk Made anak Katib (* 23. Januar 1942; † 23. Januar 2013) war ein malaysischer anglikanischer Bischof der Diocese of Kuching. Er war dort Bischof von 1996 bis 2007.

## Leben
Made Katib gehört der Ethnie der Biatah (Bidayuh) an. Er war der erste Bischof der diesem Stamm der Dayak angehört.

### Jugend und Ausbildung
Made Katib ist der Sohn von Katib anak Nanja und Nyang anak Janggok in Senah Negeri (heute: Kampung Annah Rais) in Kuching, Sarawak.
Bevor er zum Priester ordiniert wurde, hatte Made an der University of Leeds, in Yorkshire, England, studiert. Er erwarb dort einen allgemeneinen Abschluss mit den drei Kernfächern – Englisch, Geschichte und Bible Knowledge und graduierte 1966.
Nach seiner Graduierung führte er seine Studien am College of the Resurrection in Mirfield weiter. 1968 nahm er an der Prüfung für die General Ordination Examination teil, wie alle Priester, die zu dieser Zeit in Großbritannien ihre Ausbildung absolvierten.

### Dienst
Made begann am 22. September 1968 seinen Dienst als Diakon und ein Jahr später wurde er als Priester der Diocese of Kuching ordiniert durch den ersten eingeborenen Bischof Right Reverend Datuk Basil Temenggong. Während seiner Zeit als Priester diente er in mehreren Orten in Sarawak, bevor er zum Bischof ernannt wurde.
Er wurde am 20. November 1995 als der 12. Bischof der Anglican Diocese of Kuching inthronisiert. Am 23. Januar 2007 ging er, an seinem 65. Geburtstag in den Ruhestand.

### Auszeichnungen
38 Jahre seines Lebens waren dem Kirchendienst gewidmet. Für seine Dienste und Beiträge für Kirche und Staat erhielt er die Auszeichnungen Pingat Terpuji Jubli Perak (1988) und Pegawai Bintang Sarawak (1994), welche er beide von Tun Ahmad Zaidi Adruce (1926–2000) erhielt, sowie ein Datukship (honorific knighthood) mit dem Titel Panglima Gemilang Bintang Kenyalang (2002) durch Tun Abang Muhammad Salahuddin Abang Barieng (geb. 1921) anlässlich dessen 81. Geburtstags.

## Tod
Made starb 2013 an seinem 71. Geburtstag. Er hinterließ seine Frau Datin Matilda Thomas Ng und eine Tochter.

## Werke
- 150 years of the Anglican Church in Borneo, 1998.